# Стюи Грифин
Стюарт Гилиган Грифин е един от главните герои, бебето в американския сериал „Семейният тип“. Озвучава се от Сет Макфарлън.

## Роля
Той е бебето в семейството, само на 1 годинка, но има мозък на гений. В началото той иска да убие майка си. Той се влюбва няколко пъти в момичета, но после осъзнава, че е гей. Участва във всички епизоди, само без „Welcome Back, Carter“, а в епизода „Peter's Progress“, където Питър научава повече за своето минало Стюи играе ролята на крал Стюарт III. Той и Брайън са главните герои в сериите Road to, където двамата пътуват за някъде. Там той често използва машината си за времето.